# Wakkanai
Wakkanai (japonsky 稚内市) je hlavní město podprefektury Sója na ostrově Hokkaidó v Japonsku. K roku 2018 v něm žilo přes čtyřiatřicet tisíc obyvatel.

## Poloha a doprava
Wakkanai je nejsevernějším městem Japonska a patří do něj i mys Sója, nejsevernější bod ostrova Hokkaidó.
Je zde letiště Wakkanai a také přístav, odkud jezdí trajekty na Riširi, Rebun a také do Korsakova na jižním konci Sachalinu v Rusku.

## Dějiny
Původně zde žili Ainuové a jméno města má proto svůj původ v aištině, kde ヤㇺワッカナイ znamenalo „chladná pitná řeka“.

### Rodáci
- Masatoši Kamaguči (* 1966), basista

## Partnerská města
- Něvelsk, Rusko (1972)
- Baguio, Filipíny (1973)
- Korsakov, Rusko (1992)
- Južno-Sachalinsk, Rusko (2002)